# Minamoto no Yoshinaka
Minamoto no Yoshinaka (源義仲, Minamoto no Yoshinaka, 1154 - 21 février 1184) était un samouraï et un général de la fin de l'ère Heian au Japon. Il était membre du clan Minamoto, et cousin du chef de clan Minamoto no Yoritomo contre lequel il entra en rébellion. Il préférait se faire appeler « Kiso Yoshinaka », du nom des montagnes où il avait grandi.

## Biographie

### Jeunesse
Né dans la province de Musashi, Minamoto no Yoshikata, le père de Yoshinaka est tué et son domaine saisi par Minamoto no Yoshihira au cours d'une guerre interne au clan, alors qu'il n'est encore qu'un enfant. Yoshihira avait pensé tuer également Yoshinaka, mais celui-ci parvient à s'enfuir et à se réfugier au sein du clan Nakahara de Kiso, dans la province de Shinano (l'actuelle préfecture de Nagano) où il est ensuite élevé. Devenu adulte, Yoshinaka changera son nom de Minamoto en Kiso.

### Lutte contre les Taira
En 1180, Yoshinaka reçoit l'appel du prince Mochihito demandant aux membres du clan Minamoto de se lever contre le pouvoir des Taira. Yoshinaka entre dans la guerre de Gempei en rassemblant une armée à Shinano et conquiert rapidement la province. Ensuite, en 1181, il envisage de reprendre le domaine de son père dans la province de Musashi qui est alors sous le contrôle de son cousin Minamoto no Yoritomo. Tous deux se réconcilient et acceptent de ne pas se battre entre eux, mais Yoshinaka doit accepter de reconnaître Yoritomo comme chef du clan Minamoto, abandonner ses aspirations à reprendre le domaine de son père et envoyer son fils Minamoto no Yoshitaka en otage à Kamakura. Couvert de honte, Yoshinaka est maintenant déterminé à battre Yoritomo, vaincre lui-même les Taira, et prendre le contrôle du clan Minamoto.
Le 2 juin 1183, Yoshinaka défait l'armée de Taira no Koremori à la bataille de Kurikara et marche sur Kyōto. Les Taira fuient la capitale, emmenant avec eux l'empereur enfant Antoku. En août, l'armée de Yoshinaka entre dans la capitale et l'empereur cloîtré Go-Shirakawa le décore du titre d'Asahi shogun. Cependant, son armée met à sac Kyōto et l'empereur lui donne l'ordre de poursuivre les Taira dans le but de faire partir l'armée de la capitale.

### Luttes internes
L'année suivante, revenant à Kyōto après une bataille, Yoshinaka constate avec colère que l'empereur retiré s'est aligné avec son cousin Yoritomo. Il exerce alors son pouvoir militaire sur la ville, la pillant, emprisonnant l'empereur Go-Shirakawa, et le forçant à lui donner le titre de shogun. Des sympathisants Taira, des nobles de la cour et des moines guerriers se dressent alors contre Yoshinaka au cours du siège du Hōjūjiden, le forçant à fuir la ville. Yoritomo, irrité et forcé de réagir, envoie ses demi-frères Minamoto no Yoshitsune et Minamoto no Noriyori le tuer. Les troupes de Yoshitsune engagent Yoshinaka alors qu'il fuit la ville en passant par le pont d'Uji, dans ce qui est connu comme étant la seconde bataille d'Uji, le 19 février 1184.
Il parvient à s'échapper et est rejoint à Seta par son compagnon d'armes Kanehira Imai. En chemin, il est également rejoint par sa femme (ou maîtresse, selon les sources) Tomoe Gozen et ils affrontent l'ennemi à Awazu, dans la province d'Omi (aujourd'hui préfecture de Shiga) le 21 février. Ils se battirent vaillamment contre les forces largement supérieures de Noriyori et Yoshitsune mais finirent par être vaincus. Selon la légende, Tomoe aurait réussi à s'échapper de la bataille, emportant avec elle la tête de son amant.

## Postérité
Yoshinaka est enterré à Ōtsu, dans la province d'Omi, et un temple, le Gichū-ji, fut plus tard bâti en son honneur, durant l'époque de Muromachi. Le célèbre poète de la période Edo, Bashō Matsuo, conformément à ses derniers souhaits, est enterré près de Minamoto no Yoshinaka dans le Gichū-ji.
Minamoto no Yoshinaka est l'un des personnages principaux du grand récit épique écrit à l'époque de Kamakura, Le Dit des Heike.